# 裘沛然
裘沛然（1916年1月—2010年5月3日），男，浙江慈溪人，中国中医学家，上海中医药大学和上海市中医药研究院终身教授。2008年被国家中医药管理局评为“国医大师”。

## 生平
1930年至1934年，裘沛然在丁甘仁创办的上海中医学院学习，并在丁济万诊所临床实习。1934年至1958年悬壶于慈谿、宁波、上海。1958年进入上海中医学院担任教学工作，历任针灸、经络、内经、中医基础理论，各家学说诸教研室主任。

## 著作
曾任《辞海》副主编兼中医学科主编，主编《中国医学百科全书》中医卷、《中国大百科全书》传统医学卷、《中医历代各家学说》、《新编中国针灸学》等30余种著作，主编《中国医学大成》三编。所撰论文计30余篇，著有《裘沛然选集》。